# Сарытогайский сельский округ (Западно-Казахстанская область)
Сарытогайский сельский округ — административно-территориальное образование в Акжаикском районе Западно-Казахстанской области.

## Административное устройство
1. село Жанама
2. село Сарман